# Zöld Lámpás
Zöld Lámpás egy kitalált szuperhős, képregény-szereplő, akit a DC Comics alkotott. Egy rendkívüli erővel bíró gyűrű segítségével harcol a gonosz ellen.
Az első Zöld Lámpás karakter, Alan Scott 1940-ben jött létre. Alan Scott általában New York City bűnözői ellen harcolt a mágikus gyűrűjével. A karakter megszűnt 1949-ben, mert a szuperhős képregények népszerűsége visszaesett, de gyakran megjelent a későbbi évtizedekben.
1959-ben, hogy kiaknázzák a sci-fi virágzó népszerűségét, a Zöld Lámpás visszatért Hal Jordan néven. Hal tagja egy csillagközi bűnüldöző szervezetnek, az úgynevezett Zöld Lámpás Alakulatnak. Az alakulat további tagjai, akik szintén Zöld Lámpásnak nevezik magukat, az idő múlásával folyamatosan változtak. Neves Zöld Lámpások, akik szintén szerepeltek a könyvekben: Guy Gardner, John Stewart, Kyle Rayner és Simon Baz.

## Egyéb szereplők
- Sinestro:  Hal Jordan mentora, azonban elárulta az őrzőket és a félelem sárga színét kezdte el használni.
- Abin Sur: Ő adta tovább gyűrűjét halála előtt Jordannak
- Carol Ferris: Hal Jordan szerelme, aki gyerekkora óta Hal barátja. De később csillag zafír lámpás lesz, mert Hal nem foglalkozott vele. Később kibékülnek, de Ferris marad lámpás
- Atrocitus: a Vörös Lámpások vezetője

## Egyéb Lámpás Színek
- Sárga Lámpás alakulat/ Sinestro hadtest, vezető: Sinestro. Erősség: félelem. Jellemző: szélsőséges. Híres tagok: Varkillo, Sinestro, Hal Jordan
- Kék Lámpás alakulat. Vezető: Gantet, Szent Zarándok. Erősség: remény. Jellemző: segítő. Híres Tagok: Szent Zarándok, Kyle Raynar
- Rózsaszín Lámpás Alakulat/ Csillag Zafír alakulat. Vezető: Carol Ferris. Erősség: szerelem. Jellemző: szélsőséges. Híres Tagok: Carol Ferris
- Vörös Lámpás Alakulat. Vezető: Atrocitus. Erősség: harag. Jellemző: szélsőséges. Híres Tagok: Atrocitus, Bleeze, Dex Starr, Guy Gardner
- Indigo Alakulat/ Lila Lámpás alakulat. Vezető: Indigo 1. Erősség: megbánás Jellemző: segítő. Híres Tagok: Indigo 1, John Stewart, Fekete Kéz és az összes többi Indigó
- Narancsárga Lámpás alakulat. Ez a legkülönlegesebb, ugyanis csak egy tagja van, mert ez a Kapzsiság színe, így nem osztozik senkivel. Híres tagok: Larfleeze, Lex Luthor (ideiglenesen). Jellemző: ez a legszélsőségesebb.

Ezek az alap lámpás alakulatok, de van két elit alakulat: 
Fehér Lámpások: ők az élet megtestesítői, minden lámpás erejével bírnak. Magától az Élet Entitástól származnak. Ez a legerősebb mind közül, akkor használták őket, mikor a legsötétebb éjszaka volt. Híres tagok: Élet entitás, Batman, Sinestro, Kyle Raynar, Holt-Ember, és az összes többi hirtelen feltámadt lény. 
Fekete Lámpások: ez a Legerősebb Gonosz lámpás alakulat. Nekrontól, a haláltól kapják erejüket és őket Fekete Kéz irányítja. Ők hozták el az ősi proféciát, A Legsötétebb Éjszakát. Híres Tagok: Batman, Fekete Kéz, Nekron és az összes többi élőholt